# Фултън (окръг, Индиана)
Окръг Фултън (на английски: Fulton County) е окръг в щата Индиана, Съединени американски щати. Площта му е 956 km², а населението е 20 480 души (1 април 2020). Административен център е град Рочестър.